# James St Clair-Erskine, II conte di Rosslyn
James St Clair-Erskine, II conte di Rosslyn (6 febbraio 1762 – 18 gennaio 1837) è stato un generale e politico scozzese.

## Biografia
Era il figlio del generale Henry Erskine, e di sua moglie, Janet Wedderburn, figlia di Peter Wedderburn e sorella di Alexander Wedderburn, I conte di Rosslyn. Erskine successe come sesto baronetto nel 1765, alla morte del padre. Frequentò Edinburgh High School e Eton, ed entrò nel XXI° Light Dragoons nel 1778.

## Carriera

### Carriera militare
Erskine è stato assistente dell'aiutante generale in Irlanda nel 1782. Nel 1793, divenne aiutante generale, prendendo parte all'assedio di Tolone e della Corsica. Nel 1795, è stato promosso a colonnello e nominato aiutante di campo di Giorgio III. Nel 1798 è stato promosso a maggior generale, a tenente generale nel 1805 e a generale nel 1814. Nel 1806, prese parte alla missione speciale di Lisbona, che permise a Sir Arthur Wellesley (più tardi il Duca di Wellington) di raggiungere la penisola. Egli ha anche preso parte alla battaglia di Copenaghen.

### Carriera politica
Erskine era un membro della Camera dei Comuni per Castle Rising (1782-1784) e Morpeth (1784-1796). Inizialmente era un Whig, come sostenitore di Charles James Fox contro William Pitt il Giovane nei dibattiti sulla East India Company. Nel 1789 ereditò i beni di suo cugino James Paterson St Clair, adottando il nome St Clair prima del suo. Nel 1796, è stato eletto per Burghs Dysart.
Nel gennaio del 1805, successe a suo zio come Conte di Rosslyn e divenne un Tory, e, dopo la fine delle guerre napoleoniche, entrò nella Camera dei lord. È stato Lord del sigillo privato (1829-1830) e Lord presidente del Consiglio (1834-1835). Nel 1829 divenne membro del Consiglio privato.

## Matrimonio
Nel 1790 sposò Harriet Elizabeth Bouverie (?-8 agosto 1810), figlia di Edward Bouverie. Ebbero quattro figli:
- Henry Alexander St Clair-Erskine (2 giugno 1792);
- Lady Janet St Clair-Erskine (?-16 novembre 1880), sposò Bethell Walrond, VIII marchese di Vallado, ebbero un figlio;
- James St Clair-Erskine, III conte di Rosslyn (15 febbraio 1802-16 giugno 1866);
- Henry Francis St Clair-Erskine (1804-24 maggio 1829).